# Békéscsabai elkerülőút
A békéscsabai elkerülőút egy a várost észak felől elkerülő szakasz, amit 2006-ban adtak át, többfázisos építkezés során. Hossza 8,8 km, és a 44-es, 47-es és 470-es főutat, valamint a Budapest-Szolnok-Békéscsaba-Lőkösháza vasútvonalat is keresztezi.

## Története
Már a 90-es években szóba került egy elkerülőút építése a megyeszékhely körül, mivel a Délszláv háborúk nyomán nagyon megnövekedett a Romániába irányuló teherforgalom, valamint a gyorsuló motorizáció is ugrásszerűen növelte a gépjárműforgalmat. A városon belül már-már elviselhetetlenné vált a forgalom, ezért kezdődött meg az út építése még 2003 év végén a Széchenyi Terv keretében. A munka lassan haladt, mivel vasúti felüljárót is kellett építeni, valamint sok ingatlant kisajátítani. Az I. szakasz kész lett 2005-re, az építők keletről nyugat felé haladtak. Így először a 470-es útig jutottak el (Békési út), ami az út harmadrészét jelentette. Utána folytatódott a 47-es útig (Berényi út), majd utoljára 2005-ben kezdődött a II. rész, amikor is bekötötték a nyugati részt is a forgalomba. Az út először csak ideiglenes használatbavételi engedélyt kapott, mivel két balesetveszélyes kereszteződés (a 47-es és a 470-es) is magában foglalt, amik szintben keresztezték az utat. A Mezőmegyer felé tartó kereszteződésben lámpás forgalomirányítás van. A két kritikus hely közül körforgalmat építettek a 470-esre (Békési út), így jóval biztonságosabbá vált. Azonban a Berényi, valamint a Dobozi utak továbbra is biztosítás nélkül maradtak. 2008. nyarára elkészült a békési és dobozi úti körforgalom.

## Leírása
Nyugatról kelet felé egy félkört ír le északra a város körül, 8,8 km hosszan. A 44-es és az Orosháza felől érkező 47-es főút körforgalomú csomópontjától kezdődően a két főút közösen halad a 47-es főút Mezőberény felé tartó kiválásáig, amelynél a főutat és a 120-as sz. vasútvonalat különszintű keresztezéssel keresztezi, ezt követően körforgalommal szeli át a 470-es főutat, majd egyre délebbi irányt vesz fel, keresztezi a Dobozi utat és végül a repülőtér mellett becsatlakozik a régi 44-es főútba. Végig 1×1 sávos, aránylag széles, jó minőségű út.
Kép az út futásáról.